# Майами Торос
«Майами Торос» — футбольная команда из Майами, которая играла в Североамериканской футбольной лиге в 1972—1976 гг. (в 1972 году — под названием «Майами Гатос»). Клуб был ранее известен как «Вашингтон Дартс». Их домашней ареной был стадион «Майами-Оранж-Боул», но позже они переехали на «Тамиами Парк» на последний сезон.
После 1976 года команда переехала в Форт-Лодердейл и стала известна как «Форт-Лодердейл Страйкерс», а затем переехала в штат Миннесота и стала называться «Миннесота Страйкерс».
Выдающиеся игроки: Стив Дэвид, Кен Маллендер, Гордон Фирнли, Джим Холтон.